# 王濟 (前燕)
王济，五胡十六国時代前燕人物，勃海郡人。
王济在鮮卑慕容部大人慕容廆属下担任長史。317年三月，慕容廆派他到建康（今江苏省南京市）劝进晋王司馬睿登基为皇帝。333年七月（《十六国春秋·卷二十四》作六月），慕容廆去世，慕容皝派他去建康告丧。八月，回到遼東。
以後王济的事績史書没有記载。